# Kazimierz Greger
Kazimierz Greger (ur. 3 lutego 1887 w Inowrocławiu, zm. 23 października 1967) – polski popularyzator fotografii, handlowiec, wydawca i mecenas. 

## Życiorys

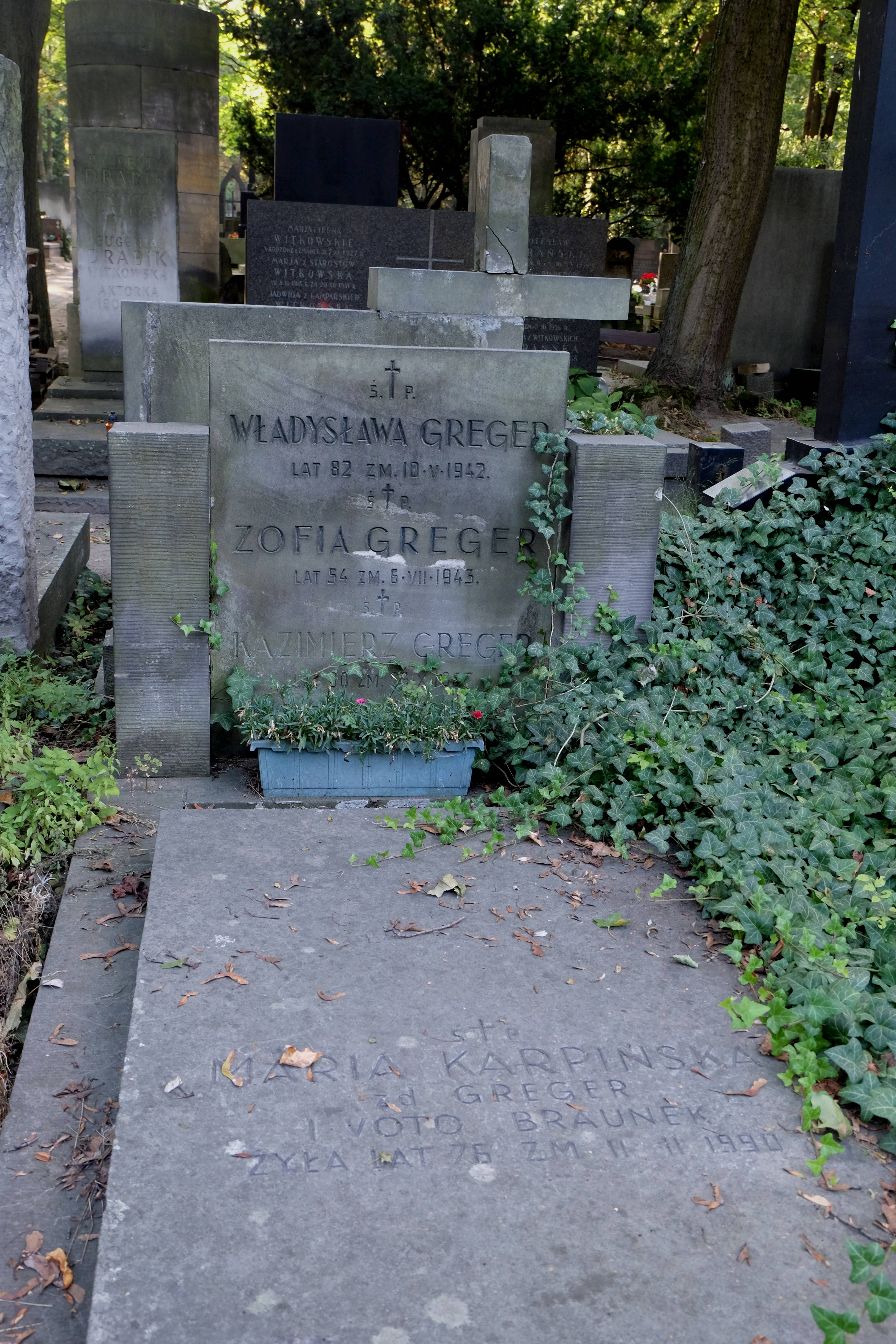
Grób Kazimierza Gregera na cmentarzu Powązkowskim w Warszawie

Urodził się 3 lutego 1887 r. w Inowrocławiu, w rodzinie Ludwika i Władysławy ze Smoniewskich (zm. 1942). Ukończył gimnazjum w Poznaniu, a następnie studia ekonomiczne w Berlinie. Praktykę fotograficzną nabył we Wrocławiu i Dreźnie. Po powrocie do Poznania w 1910 r. założył zakład fotograficzny przy ul. Wiktorii (obecnie Gwarna). Po rozbudowie w 1912 r., zakład został przeniesiony na ul. Berlińską (obecnie 27 grudnia) gdzie firma zajmowała front kamienicy pod adresami 18-20 (obecnie znajduje się tam parking przy Teatrze Polskim). 
Podczas powstania wielkopolskiego Greger wykonał zdjęcia dokumentujące to wydarzenie historyczne, dziejące się w bezpośredniej bliskości jego zakładu. W późniejszym okresie jego zdjęcia z tego okresu znalazły się w wielu albumach zawierających zdjęcia z okresu powstania. Niektóre ze swoich zdjęć Greger sprzedawał także jako pocztówki.      
Lata 20. XX wieku to okres świetności jego firmy – Greger spłaca swojego wspólnika, a jego firma Foto-Greger staje się największą fotograficzną firmą handlową w Polsce obejmując terytorium całego kraju. Po 1934 r., firma zatrudniała ok. 50 pracowników i była organizacyjnie podzielona na szereg działów. Firma posiadała duży dział wysyłkowy obejmujący zasięgiem cały kraj. Dzienna korespondencja przekraczała 500 listów do klientów.  Firma posiadała laboratorium, zajmowała się poradnictwem, była pionierem w zakresie fotografii barwnej w Polsce. Raz w roku firma bezpłatnie sprawdzała i konserwowała przesłany sprzęt fotograficzny. Greger był wydawcą jednego z pierwszych i zarazem największego w Polsce czasopisma fotograficznego „Wiadomości Fotograficznych” ukazującego się w latach 1932–1939. Gazeta wydawana była w nakładzie 5 tys. egzemplarzy i ceniona była za wysoki poziom poligraficzny. Co roku wydawał także „Poradnik Foto Gregera” stanowiący połączenie poradnika z katalogiem w jednym.  Poradnik zawierał około 250 stron, z czego 100 stanowiło poradnik, a 150 – katalog. Klientom firmy, którzy dokonali zakupu za sumę ponad 100 zł. prenumeratę na okres jednego roku przyznawano za darmo. Greger był także organizatorem cieszącego się duża popularnością - dorocznego konkursu fotograficznego. W 1939 r., Foto-Greger otworzył swoją filię także w Warszawie na ul. Nowy Świat. 
Ponadto był prezesem ogólnopolskiego Zrzeszenia Kupców Branży Fotograficznej z centralą  w Warszawie (od 1933), wiceprezesem Resursy Kupieckiej w Poznaniu, radcą Izby Przemysłowo-Handlowej, sędzią handlowym przy Sądzie Okręgowym, członkiem komisji odwoławczej przy Izbie Skarbowej, sekretarzem okręgu L.O.P.P.
W czasie II wojny światowej Greger został pozbawiony większości swojego majątku, zarządzając jedynie sklepem w Warszawie. Podczas powstania warszawskiego, udostępnił laboratorium i materiały fotograficzne - fotografom dokumentującym walki powstańcze. Po wojnie władze Polski Ludowej pozbawiły go ocalałego z działań wojennych majątku. Przez pewien czas pracował w Krakowie, Wrocławiu, aż wreszcie osiadł w Warszawie.
Zmarł 23 października 1967 r., i został pochowany na cmentarzu Powązkowskim w Warszawie (kwatera 196-3-30).  
Był mężem Zofii Glabisz (1888–1943), z którą miał córkę Marię (1914–1990).  

## Pozostałe informacje
- Firma Foto-Greger była sponsorem sprzętu i materiałów fotograficznych wykorzystanych podczas wyprawy rowerowej Kazimierza Nowaka po Afryce w latach 1931–1936.

## Ordery i odznaczenia
- Krzyż Komandorski Orderu Odrodzenia Polski
- Złoty Krzyż Zasługi (11 listopada 1936)[4]

## Upamiętnienie
W 2018 powstał film dokumentalny pt. Kazimierz Greger. Kronikarz Niepodległości, w reż. Zbysława Kaczmarka.